# Ла-Буреба

Ла-Буреба (исп. La Bureba)  — район (комарка) в Испании, входит в провинцию Бургос в составе автономного сообщества Кастилия и Леон.

## Муниципалитеты
1. Аррайя
2. Аюэлас
3. Берберана
4. Босоо
5. Бривьеска
6. Бусто-де-Буреба
7. Кастиль-де-Пеонес
8. Грисаления
9. Монастерио-де-Родилья
10. Монтаньяна
11. Морияна
12. Обаренес
13. Ония
14. Панкорбо
15. Портилья
16. Поса-де-ла-Саль
17. Санта-Гадеа-дель-Сид
18. Вальпуэста
19. Вильянуэва-де-Сопортилья
20. Энсио